# Region Ica
Region Ica – jeden z 25 regionów w Peru. Stolicą jest miasto Ica.

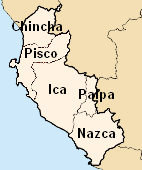
Podział regionu Ica na prowincje

## Podział administracyjny regionu

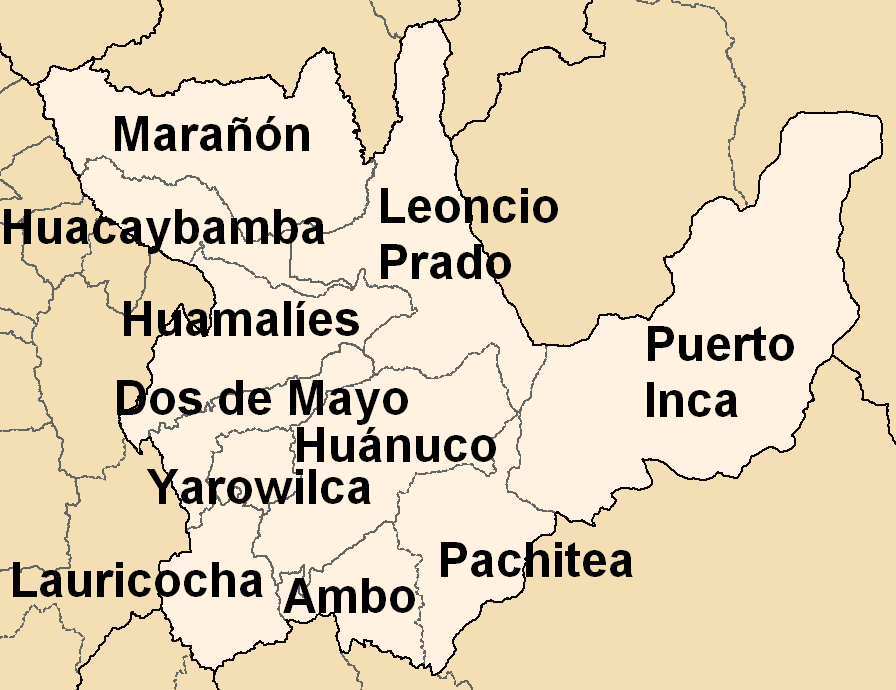
Podział regionu Huánuco na prowincje

Region Ica podzielony jest na 5 prowincji, które obejmują 43 dystrykty.
| Prowincja | Stolica prowincji | Liczba dystryktów | UBIGEO |
| --------- | ----------------- | ----------------- | ------ |
| Ica       | Ica               | 14                | 1101   |
| Chincha   | Chincha Alta      | 11                | 1102   |
| Nazca     | Nazca             | 5                 | 1103   |
| Palpa     | Palpa             | 5                 | 1104   |
| Pisco     | Pisco             | 8                 | 1105   |